# La Ménagerie (cinéma d'animation)
Pour les articles homonymes, voir La Ménagerie.
La Ménagerie est une association et un studio de cinéma d'animation français.

## Activités
La Ménagerie produit des courts métrages généralement en pixilation ou en animation en volume, en y mêlant différentes techniques numériques.
Ce studio, organise des séances d'apprentissage du cinéma d'animation pour enfants, appelé l'Animobile, en reprenant le principe des bibliobus, et en l'amenant à la réalisation du cinéma d'animation.
La Ménagerie organise également des Schmurtz, séances d'improvisation de cinéma d'animation, avec la participation du public.

## Des logiciels libres d'animation
Le studio de la Ménagerie a également réalisé différents outils d'animation, sous forme de logiciels libres, dont le logiciel Myrtille, et une distribution GNU/Linux en Live CD comportant tous les outils nécessaires à la réalisation de films d'animation. Cette distribution a été dérivée dans un ensemble de 5 distributions, toujours live-cd, spécialisées, appelé Garbure.

### Distributions live-cd
- Burek spécialisée dans les performances en direct.
- Galantine spécialisée dans la publication assistée par ordinateur.
- Phở spécialisée l'édition vidéo.
- Ratatouille spécialisée dans la réalisation de films d'animation.
- Rollmops spécialisée dans l'édition web.

## Filmographie
- Café Noir court métrage, pixilation
- Thermostat 7 court métrage, pixilation
- Pit 3 pilotes de série, pâte à modeler
- Jean Paille court métrage, pixilation
- Le Capitaine Bug pilote de série, pixilation
- Inertie court métrage, rotoscopie numérique